# Етавах
Етавах (англ. Etawah) — місто на річці Ямуна в індійському штаті Уттар-Прадеш, адміністративний центр округу Етавах. 
Місто було важливим центром повстання сіпаїв 1857 року, також тут розпочав кар'єру Аллан Октавіан Юм, засновник Індійського національного конгресу.

## Клімат
Місто знаходиться у зоні, котра характеризується середземноморським кліматом. Найтепліший місяць — червень із середньою температурою 34.8 °C (94.7 °F). Найхолодніший місяць — січень, із середньою температурою 14.9 °С (58.9 °F).
| Клімат Етаваха          | Клімат Етаваха | Клімат Етаваха | Клімат Етаваха | Клімат Етаваха | Клімат Етаваха | Клімат Етаваха | Клімат Етаваха | Клімат Етаваха | Клімат Етаваха | Клімат Етаваха | Клімат Етаваха | Клімат Етаваха | Клімат Етаваха |
| Показник                | Січ.           | Лют.           | Бер.           | Квіт.          | Трав.          | Черв.          | Лип.           | Серп.          | Вер.           | Жовт.          | Лист.          | Груд.          | Рік            |
| Середній максимум, °C   | 22,7           | 26             | 32,5           | 38,4           | 42,1           | 40,9           | 35,2           | 32,8           | 33,9           | 33,8           | 29,1           | 23,8           | 32,6           |
| Середня температура, °C | 15             | 18             | 24             | 30             | 34,3           | 34,9           | 30,9           | 29,1           | 29,1           | 26,5           | 20,9           | 15,8           | 25,7           |
| Середній мінімум, °C    | 7,3            | 10,1           | 15,4           | 21,6           | 26,5           | 28,8           | 26,7           | 25,4           | 24,3           | 19,2           | 12,7           | 7,9            | 18,8           |
| Норма опадів, мм        | 11.6           | 7.2            | 5.4            | 3              | 6.6            | 60.7           | 245.5          | 272.6          | 148.7          | 23.9           | 5.1            | 8.2            | 798.5          |
| ----------------------- | -------------- | -------------- | -------------- | -------------- | -------------- | -------------- | -------------- | -------------- | -------------- | -------------- | -------------- | -------------- | -------------- |
| Джерело: Weatherbase    |                |                |                |                |                |                |                |                |                |                |                |                |                |